# (527) Эврианта
(527) Эврианта (нем. Euryanthe) — астероид главного пояса, который принадлежит к спектральному классу C. Он был открыт 20 марта 1904 года немецким астрономом Максом Вольфом в Обсерватории Хайдельберг-Кёнигштуль и назван в честь героини оперы Карла Марии фон Вебера.